# Namissiguima (Yatenga)
Pour les articles homonymes, voir Namissiguima.
Ne doit pas être confondu avec Namissiguima (Sanmatenga).
Cet article concerne le village chef-lieu. Pour le département et la commune rurale, voir Namissiguima (département du Yatenga).
Namissiguima est un village du département et commune rurale de Namissiguima, dont il est le chef-lieu, situé dans la province du Yatenga et la région du Nord au Burkina Faso.

## Géographie

### Situation et environnement
Namissiguima se trouve à 25 km à l'est du centre de Ouahigouya, la capitale de la région.
Ramatoulaye est l'un des principaux quartiers de la commune.

### Démographie
- En 2006, le village comptait 7 930 habitants recensés[1]

## Économie
L'économie du village est principalement basée sur l'exploitation des mines d'or de la société canadienne Riverstone Karma SA (propriété d'Endeavour Mining) l'entourant non sans problèmes et parfois heurts violents avec les populations locales, auxquels la société minière tente de répondre par le financement de projets socio-éducatifs et de santé locaux et des aides aux agriculteurs et éleveurs,,.

## Transports
Namissiguima est relié par des routes secondaires vers :
- la capitale régionale Ouahigouya, à 25 km à l'ouest, sur la route nationale 2 reliant la capitale nationale Ouagadougou et traversant toute la région du Nord vers la frontière malienne (puis au Mali par la route nationale 15 vers Koro et Mapti) ;
- Roupougouma et l'aérodrome de Ouahigouya, à 25 km au nord-ouest, sur la route nationale 23 reliant Ouahigouya à Seytenga jusqu'à la frontière nigérienne (puis au Niger par la route nationale vers Gothèye et Niamey) ;
- Lougouri, à 11 km au sud-ouest, sur la route nationale 15 reliant Ouahigouya à Pouytenga et Sapaga (sur la route nationale 4 reliant Ouagadougou à Fada N’Gourma vers Kantchari jusqu'à la frontière nigérienne (puis au Niger par la route nationale vers Torodi et Niamey).

## Santé et éducation
Namissiguima dispose d'un centre de santé et de promotion sociale (CSPS) tandis que le centre hospitalier régional (CHR) se trouve à Ouahigouya.
Namissiguima dispose également de deux écoles primaires (A dans le bourg principal et B à Goudri-Pooré), un collège d'enseignement général (CEG) et le lycée départemental.